# Gangnam Beauty
Gangnam Beauty (hangul: 내 아이디는 강남미인; rr: Nae Aidineun Gangnammiin; também conhecido como My ID is Gangnam Beauty) é uma série de televisão sul-coreana exibida pela JTBC de 27 de julho a 15 de setembro de 2018, estrelada por Im Soo-hyang, Cha Eun-woo, Jo Woo-ri e Kwak Dong-yeon .A série é baseada no webtoon de mesmo nome publicado em 2016 pelo Naver Webtoon.
É um dos maiores dramas coreanos da história da televisão por assinatura.

## Enredo
Até que ponto a aparência e os bons recursos visuais levam você à sociedade? “My ID is Gangnam Beauty” explora essa intrincada e complexa questão através do uso de cirurgias plásticas e visualiza as mudanças que vêm com a faca. A história começa com Kang Mi-rae (Im Soo-hyang) se despedindo do que ela achava que era a razão de todos os seus sofrimentos - seu rosto feio. Ela faz uma cirurgia plástica. No entanto, na universidade, ela está sendo provocada como o "monstro da cirurgia plástica de Gangnam". O drama segue sua história de recuperar a auto-estima quando ela conhece Do Kyung-seok. Como Kyung-seok ajuda Kang Mi-rae a ganhar confiança, ela aprende o que realmente é a verdadeira beleza.

## Elenco

### Elenco principal
- Im Soo-hyang como Kang Mi-rae
  - Jeon Min-seo como Kang Mi-rae (jovem)
- Cha Eun-woo como Do Kyung-seok
  - Shin Jun-seop como Do Kyung-seok (jovem)
  - Moon Woo-jin como Do Kyung-seok (criança)
- Jo Woo-ri como Hyun Soo-a
- Kwak Dong-yeon como Yeon Woo-young

### Elenco de apoio

#### Pessoas em torno de Kang Mi-rae
- Woo Hyun como Kang Tae-sik
- Kim Sun-hwa como Na Eun-sim
- Min Do-hee como Oh Hyun-jung
- Ha Kyung como Yong Chul

#### Pessoas em torno de Do Kyung-seok
- Park Joo-mi como Na Hye-sung
- Park Sung-geun como Do Sang-won
- Kim Ji-min como Do Kyung-hee
- Lee Tae-sun como Woo-jin
- Jung Myung-hoon como Young-mo

#### Estudantes de químicas

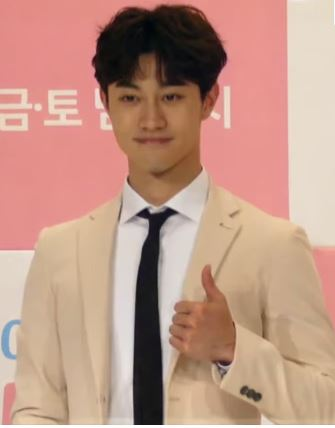
Kwak Dong-yeon em comitiva à imprensa relacionada à produção, em 2018.

- Park Yoo-na como Yoo Eun
- Jung Seung-hye como Choi Jung-boon
- Kwak Dong-yeon em comitiva à imprensa relacionada à produção, em 2018.Jung Hye-rin como Lee Ji-hyo
- Kim Do-yeon como Jung Won-ho
- Kim Eun-soo como Kim Sung-woon
- Oh Hee-joon como Kim Chan-woo
- Ryu Ki-san como Goo Tae-young
- Kim Il-rin como Yeo-woo
- Bae Da-bin como Kwon Yoon-byu
- Lee Ye-rim como Kim Tae-hee
- Baek Soo-min como Go Ye-na
- Choi Sung-won como Song Jung-ho
- Ham Sung-min como Chung Dong-woon
- Sun-mi como Kim Min-ha
- Seo Ji-hye como Min-a

#### Outros
- Jung Myung-hoon como Young-mo
- Ji Sang-hyuk como Lee Soo-hyun
- Ha Kyung como Yong Chul
- Yoo In-soo como Park Rae-sun
- Cha Bo-sung como Ye Joon, um calouro (Ep. 2-3)

## Trilha sonora

### OST Parte 1
| Lançado em 3 de agosto de 2018 |                        |                |         |  |
| N.º                            | Título                 | Artista        | Duração |  |
| 1.                             | "Love Diamond"         | Weki Meki      | 02:55   |  |
| 2.                             | "True"                 | RUNY           | 03:17   |  |
| 3.                             | "Love Diamond" (Inst.) |                | 02:55   |  |
| 4.                             | "True" (Inst.)         |                | 03:17   |  |
| Duração total:                 | Duração total:         | Duração total: | 12:24   |  |

### OST Parte 2
| Lançado em 10 de agosto de 2018 |                         |                |         |  |
| N.º                             | Título                  | Artista        | Duração |  |
| 1.                              | "You Are My..." (향수)  | Celine         | 04:40   |  |
| 2.                              | "You Are My..." (Inst.) |                | 04:40   |  |
| Duração total:                  | Duração total:          | Duração total: | 09:20   |  |

### OST Parte 3
| Lançado em 11 de agosto de 2018 |                 |                |         |  |
| N.º                             | Título          | Artista        | Duração |  |
| 1.                              | "No No"         | Owol           | 03:25   |  |
| 2.                              | "No No" (Inst.) |                | 03:25   |  |
| Duração total:                  | Duração total:  | Duração total: | 06:50   |  |

### OST Parte 4
| Lançado em 17 de agosto de 2018 |                     |                     |         |  |
| N.º                             | Título              | Artista             | Duração |  |
| 1.                              | "Something"         | George, Kang Hye-in | 03:51   |  |
| 2.                              | "Something" (Inst.) |                     | 03:51   |  |
| Duração total:                  | Duração total:      | Duração total:      | 07:42   |  |

### OST Parte 5
| Lançado em 24 de agosto de 2018 |                 |                |         |  |
| N.º                             | Título          | Artista        | Duração |  |
| 1.                              | "D-Day"         | Junggigo       | 03:31   |  |
| 2.                              | "D-Day" (Inst.) |                | 03:31   |  |
| Duração total:                  | Duração total:  | Duração total: | 07:02   |  |

### OST Parte 6
| Lançado em 25 de agosto de 2018 |                      |                |         |  |
| N.º                             | Título               | Artista        | Duração |  |
| 1.                              | "Always You"         | Jin Min-ho     | 04:21   |  |
| 2.                              | "Always You" (Inst.) |                | 04:21   |  |
| Duração total:                  | Duração total:       | Duração total: | 08:42   |  |

### OST Parte 7
| Lançado em 31 de agosto de 2018 |                           |                     |         |  |
| N.º                             | Título                    | Artista             | Duração |  |
| 1.                              | "Rainbow Falling"         | Cha Eun-woo (Astro) | 04:00   |  |
| 2.                              | "Rainbow Falling" (Inst.) |                     | 04:00   |  |
| Duração total:                  | Duração total:            | Duração total:      | 08:00   |  |

### OST Parte 8
| Lançado em 7 de setembro de 2018 |                    |                             |         |  |
| N.º                              | Título             | Artista                     | Duração |  |
| 1.                               | "Let's Go"         | A-YEON, Chahee (Melody Day) | 03:16   |  |
| 2.                               | "Let's Go" (Inst.) |                             | 03:16   |  |
| Duração total:                   | Duração total:     | Duração total:              | 06:32   |  |

### OST Parte 9
| Lançado em 15 de setembro de 2018 |                   |                     |         |  |
| N.º                               | Título            | Artista             | Duração |  |
| 1.                                | "Holiday"         | Yeoeun (Melody Day) | 03:51   |  |
| 2.                                | "Holiday" (Inst.) |                     | 03:51   |  |
| Duração total:                    | Duração total:    | Duração total:      | 07:42   |  |

## Classificações
Na tabela abaixo, os números azuis representam as mais baixas classificações e os números vermelhos representam as classificações mais elevadas.
| 1     | 27 de julho de 2018    | 2.885% | 3.049% |
| 2     | 28 de julho de 2018    | 3.302% | 3.509% |
| 3     | 3 de agosto de 2018    | 3.066% | 3.355% |
| 4     | 4 de agosto de 2018    | 4.027% | 4.061% |
| 5     | 10 de agosto de 2018   | 3.326% | 3.837% |
| 6     | 11 de agosto de 2018   | 3.612% | 3.415% |
| 7     | 17 de agosto de 2018   | 3.963% | 4.784% |
| 8     | 18 de agosto de 2018   | 4.392% | 4.542% |
| 9     | 24 de agosto de 2018   | 4.391% | 5.046% |
| 10    | 25 de agosto de 2018   | 5.022% | 5.549% |
| 11    | 31 de agosto de 2018   | 4.492% | 4.598% |
| 12    | 1 de setembro de 2018  | 5.436% | 5.825% |
| 13    | 7 de setembro de 2018  | 4.768% | 5.513% |
| 14    | 8 de setembro de 2018  | 5.033% | 5.265% |
| 15    | 14 de setembro de 2018 | 4.832% | 5.783% |
| 16    | 15 de setembro de 2018 | 5.753% | 6.186% |
| Média | Média                  | 4.269% | 4.645% |

- Este drama foi transmitido por um canal de televisão por assinatura, que normalmente tem um público relativamente menor em comparação com as emissoras de televisão abertas (KBS, SBS, MBC e EBS).

## Prêmios e indicações
| Ano  | Prêmio                  | Categoria        | Trabalho nomeado | Resultado | Ref.  |
| ---- | ----------------------- | ---------------- | ---------------- | --------- | ----- |
| 2018 | 11th Korea Drama Awards | Melhor novo ator | Cha Eun-woo      | Venceu    | [ 8 ] |
| 2018 | 11th Korea Drama Awards | Artista Hallyu   | Cha Eun-woo      | Venceu    | [ 8 ] |
| 2018 | 11th Korea Drama Awards | Artista do Ano   | Jo Woo-ri        | Venceu    | [ 8 ] |